# سومنر بالدوين
سومنر بالدوين (بالإنجليزية: Sumner Baldwin)‏ هو مصرفي وسياسي أمريكي، ولد في 8 مارس 1833، وتوفي في 26 يناير 1903. حزبياً، نشط في الحزب الجمهوري. وقد انتخب عضو جمعية ولاية نيويورك وانتخب عضو مجلس ولاية نيويورك.